# Glendale, Oregon
Glendale är en stad i Douglas County i Oregon. Vid 2010 års folkräkning hade Glendale 874 invånare.